# Gambarana
Gambarana (lombardul: Gambaräna) település Olaszországban, Lombardia régióban, Pavia megyében. Lakosainak száma 194 fő (2023. január 1.). Gambarana Frascarolo, Mede, Pieve del Cairo, Suardi, Bassignana és Isola Sant’Antonio községekkel határos.

## Népesség
A település lakossága az elmúlt években az alábbi módon változott:
| Lakosok száma | 225  | 215  | 194  |
|               | 2017 | 2018 | 2023 |